# 伍德伯里鎮區 (愛荷華州伍德伯里縣)
伍德伯里鎮區（英語：Woodbury Township）是位於美國愛荷華州伍德伯里縣的一個行政鎮區。

## 地方資料
根據2010年美國人口普查的數據，伍德伯里鎮區的面積為73.49平方千米，當中陸地面積為73.41平方千米，而水域面積為0.08平方千米。當地共有人口5675人，而人口密度為每平方千米77.22人。